# Angelo Zito
Angelo Zito (Bari, 29 settembre 1928 – Chieti, 10 novembre 2008) è stato un medico e politico italiano.
Nato nel 1928, di professione medico chirurgo, militò politicamente nelle file della Democrazia Cristiana a Chieti, dove fu a lungo consigliere comunale. Dal 1976 al 1985 fu sindaco di Chieti. Si ritirò dalla politica attiva nel 1990. Morì nel 2008 all'età di ottant'anni.